# Rhynchostegium subspeciosum
Rhynchostegium subspeciosum là một loài Rêu trong họ Brachytheciaceae. Loài này được (Müll. Hal.) Müll. Hal. miêu tả khoa học đầu tiên năm 1897.